# Roca del Serret
La Roca del Serret és una formació rocosa de 1.103,2 metres d'altitud del terme municipal d'Abella de la Conca, a la comarca del Pallars Jussà.
Es troba al sud-est de la vila d'Abella de la Conca, al nord de la masia de Cal Serret. És a llevant de la Costa del Molí, a l'extrem occidental de l'Estimat de la Teulera.
És, de fet, el darrer contrafort de la Serra de Carrànima pel costat sud-oest, davant per davant de la vila d'Abella de la Conca.
Es tracta d'un derivat del mot comú romànic serra, en una forma diminutiva. Pot tractar-se d'un escurçament de serreta, que seria el diminutiu natural, atès que serra és femení.